# Jonathan Skinner
Jonathan Skinner (...) è uno scrittore, poeta, giornalista e un ministro della Chiesa Battista britannico.
Egli scrive articoli riguardanti la fede, le questioni sociali, la politica e la religione per l'"Evangelical Times", che è un giornale mensile, con oltre 40.000 lettori, pubblicato in Inghilterra e diffuso in tutto il mondo.
Laureato in biochimica insegna scienze ed è sposato con quattro figli.

## Opere
- (EN)  The Rise of Paganism: The Re-Emergence of an Old Ideology, Evangelical Press, febbraio 2007, ISBN 0852346247
- (EN)  The Edge of Known Reality and Beyond: God, Life, the Universe, Evangelical Press, ottobre 2005, ISBN 0-85234-600-X